# Târgu Cărbunești
Târgu Cărbunești es una ciudad de Rumania en el distrito de Gorj.

## Geografía
Se encuentra a una altitud de 201 m s. n. m. a 275 km de la capital, Bucarest.

## Demografía
Según estimación 2012 contaba con una población de 9617 habitantes.
| 1948 | 1956 | 1966 | 1977  | 1992  | 2002  | 2012  |
| s/d  | s/d  | s/d  | 7 519 | 9 281 | 8 699 | 9 617 |